# Học viện Cảnh sát nhân dân
Học viện Cảnh sát nhân dân còn được gọi là T02, T18 hoặc T32 (tiếng Anh: the Vietnam People's Police Academy - VPPA) là cơ sở đào tạo đại học, sau đại học hệ công lập hàng đầu phục vụ cho lực lượng Công an nhân dân Việt Nam trực thuộc Bộ Công an tại Việt Nam, đào tạo những sĩ quan cảnh sát có trình độ đại học và sau đại học cho lực lượng cảnh sát. Mã trường: CSH.
Học viện Cảnh sát nhân dân (cùng với Học viện An ninh nhân dân) là trường trọng điểm, đầu ngành của lực lượng Công an nhân dân, mục tiêu đến năm 2018 Học viện trở thành khối trường học viện, đại học trọng điểm quốc gia.
Viết tắt: HVCSND/VPPA.

## Lịch sử
Tiền thân của Học viện Cảnh sát nhân dân là Khoa Cảnh sát của Trường Công an Trung ương.
Ngày 15 tháng 5 năm 1968, Bộ Công an ra Quyết định 514/CA/QĐ "tách phân hiệu Cảnh sát nhân dân ra khỏi trường Công an Trung ương, thành lập trường riêng, có nhiệm vụ đào tạo bậc trung học cho lực lượng Cảnh sát nhân dân", chính thức thành lập Trường Cảnh sát nhân dân. Về sau, ngày này được lấy làm ngày truyền thống của Học viện Cảnh sát nhân dân.
Trường lấy mật hiệu là T18, trường sở ban đầu tại thôn Phong Vân, Ba Vì, Hà Tây, với 153 cán bộ giáo viên, công nhân viên và 1.789 học viên của 20 lớp học (trong đó có 6 lớp sơ học), đào tạo các hạ sĩ quan Cảnh sát.
Ngày 27 tháng 11 năm 1976, Hội đồng Chính phủ ra Quyết định 231/CP "công nhận Trường sĩ quan Cảnh sát nhân dân của Bộ Nội vụ thuộc hệ thống giáo dục Đại học quốc gia". Trường đổi tên thành Trường Đại học Cảnh sát nhân dân cơ sở phía Bắc và bắt đầu đào tạo sĩ quan Cảnh sát bậc đại học.
Ngày 15 tháng 5 năm 1992, Bộ trưởng Bộ Giáo dục và Đào tạo ra Quyết định 998/QĐ/SĐH, giao nhiệm vụ cho trường Đại học Cảnh sát nhân dân đào tạo hệ cao học (chuyên ngành Điều tra tội phạm). Ngày 24 tháng 5 năm 1995, Thủ tướng Chính phủ ra Quyết định 315/TTg giao nhiệm vụ đào tạo trên đại học cho trường Đại học Cảnh sát.
Ngày 15 tháng 11 năm 2001, Quyết định 969/2001/BCA(X13) của Bộ trưởng Bộ Công an nâng cấp từ trường Đại học Cảnh sát nhân dân lên Học viện Cảnh sát nhân dân.

## Tên gọi qua các thời kỳ
10/1962 - 12/1965: Khoa Cảnh sát nhân dân (Khoa Nghiệp vụ II) của Trường Công an Trung ương
30/12/1965 - 1968: Phân hiệu Trường Cảnh sát nhân dân
15/5/1968 - 1976: Trường Sĩ quan Cảnh sát nhân dân
27/11/1976 - 2001: Trường Đại học Cảnh sát nhân dân cơ sở phía Bắc
15/11/2001 - nay: Học viện Cảnh sát nhân dân

## Nhiệm vụ
1. Đào tạo sĩ quan cảnh sát với trình độ đại học và sau đại học. Tạo cán bộ nguồn cho lực lượng Công an nhân dân Việt Nam;
2. Nghiên cứu các đề tài khoa học về phòng chống tội phạm cấp quốc gia; quản lý nhà nước về an ninh trật tự, luật hình sự, hoạt động tư pháp điều tra.
3. Hợp tác đào tạo quốc tế với các trường cảnh sát nước ngoài.

## Cơ cấu tổ chức

### Các phòng, ban chức năng
- Phòng Quản lý đào tạo và bồi dưỡng nâng cao
- Văn phòng Học viện
- Phòng Tổ chức cán bộ
- Phòng Công tác đảng và công tác chính trị
- Phòng Hậu cần
- Phòng Khảo thí và đảm bảo chất lượng đào tạo
- Phòng Quản lý học viên
- Phòng Quản lý nghiên cứu khoa học
- Khoa Sau đại học

### Các Trung tâm nghiên cứu và thực hành
- Viện Khoa học Cảnh sát
- Trung tâm Ngoại ngữ - Tin học
- Trung tâm Đào tạo, dạy nghề và Sát hạch lái xe
- Trung tâm Lưu trữ và Thư viện

### Các khoa giảng dạy và các khoa chuyên ngành
- Khoa Lí luận chính trị và Khoa học xã hội & nhân văn
- Khoa Quân sự, võ thuật, thể dục thể thao
- Khoa Ngoại ngữ
- Khoa Nghiệp vụ cơ bản
- Khoa Toán - Tin học và Ứng dụng khoa học công nghệ trong phòng chống tội phạm
- Viện Khoa học Cảnh sát
- Khoa Quản lý hành chính nhà nước về an ninh trật tự
- Khoa Cảnh sát hình sự
- Khoa Cảnh sát điều tra
- Khoa Cảnh sát Kinh tế
- Khoa Kỹ thuật hình sự
- Khoa Cảnh sát giao thông
- Khoa Thi hành án hình sự và hỗ trợ tư pháp
- Khoa Cảnh sát ma túy
- Khoa Cảnh sát vũ trang
- Khoa Cảnh sát môi trường

## Loại hình và nội dung đào tạo

### Loại hình đào tạo
- Đào tạo cho Bộ Công an: trường có 2 bậc đào tạo gồm đại học và sau đại học, đào tạo đại học có 3 hệ chính quy, liên thông và tại chức
- Đào tạo dân sự: Trường bắt đầu được Bộ Công an, Bộ Giáo dục và Đào tạo cho phép tuyển sinh dân sự từ năm 2014.

##### Hệ Cử nhân
Đào tạo đại học chính quy đào tạo theo hình thức tín chỉ kéo dài 4 năm. Có các khoa ngành:
- Khoa Cảnh sát kinh tế
- Khoa Cảnh sát giao thông
- Khoa Cảnh sát quản lý hành chính về trật tự xã hội
- Khoa Nghiệp vụ cảnh sát hình sự
- Khoa Nghiệp vụ Cảnh sát điều tra
- Khoa Kỹ thuật hình sự
- Khoa Cảnh sát thi hành án hình sự và hỗ trợ tư pháp
- Khoa Cảnh sát ma túy
- Khoa Cảnh sát vũ trang
- Khoa Cảnh sát môi trường

| STT | Tên ngành                             | Mã ngành | Số văn bản cho phép mở ngành | Ngày tháng năm ban hành văn bản cho phép mở ngành | Năm bắt đầu đào tạo |
| 1   | Trinh sát cảnh sát                    | 7860102  | 10/QĐ-BGDĐT                  | 29/03/2006                                        | 2006                |
| 2   | Điều tra hình sự                      | 7860104  | 10/QĐ-BGDĐT                  | 29/06/2006                                        | 2006                |
| 3   | Quản lý nhà nước về an ninh trật tự   | 7860109  | 10/QĐ-BGDĐT                  | 29/03/2006                                        | 2006                |
| 4   | Kỹ thuật hình sự                      | 7860108  | 10/QĐ-BGDĐT                  | 29/03/2006                                        | 2006                |
| 5   | Thi hành án hình sự và hỗ trợ tư pháp | 7860111  | 10/QĐ-BGDĐT                  | 29/03/2006                                        | 2006                |
| 6   | Tham mưu, chỉ huy công an nhân dân    | 7860112  | 20/QĐ-BGDĐT                  | 30/05/2007                                        | 2007                |
| 7   | Ngôn ngữ Anh                          | 7220201  | 877/QĐ-BGDĐT                 | 29/02/2008                                        | 2008                |
| 8   | Ngôn ngữ Trung Quốc                   | 7220204  | 1953/QĐ-BGDĐT                | 12/06/2015                                        | 2015                |
| 9   | Luật                                  | 7380101  | 7761/ĐH                      | 11/12/1993                                        | 1993                |
| 10  | Quản lý trật tự an toàn giao thông    | 7860110  | 713/QĐ-BGDĐT                 | 08/03/2018                                        | 2018                |

Đào tạo đại học liên thông kéo dài 2,5 năm. Có các chuyên ngành:
- Chuyên ngành Quản lý hành chính nhà nước về trật tự xã hội
- Chuyên ngành Cảnh sát điều tra
- Chuyên ngành Cảnh sát trại giam

Đào tạo đại học tại chức gồm 3 chuyên ngành như chuyên tu. Bắt đầu từ năm học 2009 - 2010, Học viện đào tạo 4 ngành: Quản lý hành chính, Điều tra trinh sát cảnh sát, Điều tra hình sự, Cảnh sát trại giam.
Đào tạo dân sự bắt đầu từ 2014 với chuyên ngành Luật: Để vào học hệ dân sự các thí sinh đã sơ tuyển dự thi vào các trường Công an nhưng không đỗ và có nguyện vọng học tại trường. Học viện dừng tuyển sinh hệ dân sự từ năm 2018.

##### Hệ sau đại học
Đào tạo sau đại học gồm 2 bậc tiến sĩ và thạc sĩ.

### Nội dung đào tạo

##### Hệ cử nhân
Cũng giống như các trường Đại học khác, Học viện cảnh sát đào tạo theo chương trình chung của Bộ Giáo dục và Đào tạo và chương trình riêng của Bộ Công an kéo dài trong 05 năm. Học viên ăn ở nội trú tập trung trong doanh trại. Có chế độ nghỉ phép theo Quy định của Bộ Công an.
Học viên sẽ học 5 kỹ năng:
- Lý luận chính trị: Các môn Triết học Mác-Lenin, Các môn khoa học xã hội như tâm lý, tôn giáo...
- Ngoại ngữ và tin học;
- Các môn Luật: Chú trọng luật hình sự và Luật Tố tụng Hình sự.
- Kỹ năng chiến đấu, chiến thuật: võ thuật, bắn súng, bơi lội, thể chất, chiến thuật...
- Các môn nghiệp vụ cơ bản
- Các môn có tính chất liên ngành
- Các môn nghiệp vụ cảnh sát: Điều tra, giao thông, hành chính, trại giam...

Theo tiến trình đổi mới trong năm học 2013 - 2014 sẽ đào tạo theo tín chỉ và rút ngắn thời gian đào tạo xuống 4 năm.

## Thành tích
- Huân chương Hồ Chí Minh (2003)
- Huân chương Độc lập hạng Nhất (1998)
- Huân chương Quân công hạng Nhất (2008)
- 2 Huân chương Quân công hạng Nhì (1985, 1996)
- 2 Anh hùng Lực lượng Vũ trang nhân dân (2012, 2018)
- Huân chương Lao động hạng Nhất của nước CHDCND Lào tặng (2012).
- 2 Huân chương Bảo vệ tổ quốc hạng Nhất (2013, 2020)
- Huân chương Chiến công hạng Ba (2021)
- 4 lần là đơn vị dẫn đầu trong phong trào thi đua Cụm thi đua số 1 các Học viện, trường Công an Nhân dân và được tặng Cờ thi đua của Chính phủ (2019 → 2022)
- Có khoảng chục tập thể được tặng thưởng Huân chương Chiến công hạng Nhất, Nhì, Ba; 06 tập thể được tặng thưởng Huân chương Bảo vệ Tổ quốc hạng Ba.
- Hàng nghìn lượt cán bộ, học viên được tặng thưởng Huân chương, huy chương: Kháng chiến, Chiến công, Bảo vệ An ninh Tổ quốc, Chiến sĩ vẻ vang các hạng, Hữu nghị,... các kỷ niệm chương: Vì sự nghiệp giáo dục, Vì thế hệ trẻ, Vì sự phát triển của Phụ nữ Việt Nam, Vì sự nghiệp xây dựng tổ chức Công đoàn, Vì sự nghiệp xây dựng Đảng, Vì chủ quyền an ninh biên giới, Vì chủ quyền biển đảo Tổ quốc... Huy hiệu Chiến sĩ Trường Sa.

## Sứ mệnh, giá trị, phương châm

### Sứ mệnh
Học viện Cảnh sát nhân dân là cơ sở giáo dục đại học công lập đào tạo đa ngành, đa lĩnh vực trong hệ thống giáo dục quốc dân trực thuộc Bộ Công an; có trách nhiệm đào tạo, bồi dưỡng cán bộ có trình độ đại học, thạc sĩ, tiến sĩ; bồi dưỡng chức danh, nghiệp vụ cho lãnh đạo, chỉ huy của lực lượng Cảnh sát nhân dân và Bộ Công an; bồi dưỡng giáo viên cho các trường Cảnh sát nhân dân; tham gia giáo dục quốc phòng an ninh; thực hiện công tác đối ngoại và hợp tác quốc tế về giáo dục, đào tạo theo kế hoạch của Bộ trưởng Bộ Công an; là trung tâm nghiên cứu khoa học trong toàn lực lượng; giữ vai trò nòng cốt cho sự phát triển của các trường Công an Nhân dân.

### Giá trị cốt lõi
Phát huy truyền thống, bản sắc văn hóa và định hướng phát triển, Học viện Cảnh sát nhân dân đã được định hình với một hệ giá trị cốt lõi: “Chất lượng cao - Tiên phong - Hội nhập - Phát triển bền vững”.

### Phương châm hành động
"Chủ động - Nêu gương - Kỷ cương - Trách nhiệm - Hiệu quả"

## Nhiệm vụ quyền hạn, chức năng
1. Nghiên cứu, xây dựng mục tiêu, chủ trương, định hướng, chiến lược. chương trình, đề án, kế hoạch phát triển Học viện Cảnh sát nhân dân trình cho cấp có thẩm quyền xem xét, quyết định và tổ chức thực hiện.
2. Đào tạo cán bộ có trình độ đại học, thạc sĩ, tiến sĩ theo quy định của Nhà nước và của Bộ Công an.
3. Tổ chức bồi dưỡng chức danh, nghiệp vụ Cảnh sát cho lãnh đạo, chỉ huy, cán bộ của lực lượng Công an nhân dân và bồi dưỡng nghiệp vụ Cảnh sát cho giảng viên, giáo viên các trường Công an nhân dân theo quy định.
4. Tham gia thực hiện nhiệm vụ giáo dục quốc phòng và an ninh cho lãnh đạo, chỉ huy, cán bộ trong Công an nhân dân và đối tượng khác theo quy định và theo phân công của cấp có thẩm quyền.
5. Tham gia nghiên cứu, xây dựng chương trình khung đào tạo trình độ đại học, thạc sĩ, tiến sĩ theo quy định. Chủ trì nghiên cứu, xây dựng chương trình đào tạo và biên soạn giáo trình, tài liệu dạy học của các ngành, chuyên ngành đào tạo trình độ đại học, thạc sĩ, tiến sĩ của Học viện cho lực lượng Cảnh sát nhân dân theo chương trình khung của Bộ Công an; phối hợp đề xuất chủ trương, định hướng nghiên cứu, xây dựng chương trình đào tạo và biên soạn giáo trình, tài liệu dạy học của các ngành, chuyên ngành đào tạo trình độ trung cấp Cảnh sát nhân dân đảm bảo liên thông trong quá trình đào tạo.
6. Chủ trì nghiên cứu xây dựng chiến lược, chương trình, kế hoạch, biện pháp tổ chức công tác đào tạo, bồi dưỡng cán bộ theo yêu cầu nhiệm vụ, công tác chiến đấu và xây dựng lực lượng Công an Nhân dân báo cáo cấp có thẩm quyền trình Bộ trưởng quyết định và tổ chức thực hiện.
7. Nghiên cứu xây dựng, ban hành chuẩn đầu ra đối với tất cả các ngành, chuyên ngành đào tạo của Học viện. Tự đánh giá chất lượng đào tạo và chịu sự kiểm định chất lượng giáo dục của cơ quan có thẩm quyền; thường xuyên tổ chức thực hiện cải tiến chất lượng sau kiểm định.
8. Tổng kết thực tiễn công tác giảng dạy, học tập, quản lý đào tạo, nghiên cứu khoa học nhằm hoàn thiện, đổi mới mục tiêu, nội dung, chương trình và phương pháp đào tạo, gắn quá trình đào tạo của Học viện với thực tiễn công tác, chiến đấu, xây dựng lực lượng Công an Nhân dân.
9. Chủ trì hoặc phối hợp với các đơn vị có liên quan thực hiện các nhiệm vụ khoa học về lý luận nghiệp vụ cảnh sát và lĩnh vực khác có liên quan đến công tác bảo đảm trật tự, an toàn xã hội và đấu tranh phòng, chống tội phạm theo quy định.
10. Thực hiện chỉ tiêu, kế hoạch đào tạo, bồi dưỡng và tổ chức công tác tuyển sinh, chiêu sinh theo quy định; tổ chức quá trình đào tạo và chịu trách nhiệm về chất lượng đào tạo theo mục tiêu và chỉ tiêu đã được Bộ Giáo dục và Đào tạo, Bộ Công an quy định; tổ chức thi, công nhận và cấp bằng, chứng chỉ tốt nghiệp cho học viên theo quy định của Nhà nước và của Bộ Công an.
11. Quyết định bổ nhiệm chức danh giáo sư, phó giáo sư đã được công nhận đạt tiêu chuẩn chức danh giáo sư, phó giáo sư và chức danh giảng dạy, huấn luyện, các chức danh khác theo quy định của Nhà nước và của Bộ Công an.
12. Tổ chức in ấn, xuất bản: Giáo trình, sách, tài liệu dạy học khác; Tạp chí Cảnh sát nhân dân. Quản lý tư liệu giáo khoa và tổ chức công tác thông tin khoa học phục vụ giảng dạy, học tập, nghiên cứu khoa học của giảng viên, cán bộ và học viên theo quy định của Nhà nước và của Bộ Công an.
13. Huy động, quản lý, sử dụng các nguồn lực để tăng cường cơ sở vật chất, đầu tư trang thiết bị phát triểnHọc viện và thực hiện nhiệm vụ được giao theo quy định của pháp luật và của Bộ Công an.
14. Thực hiện công tác đảng, công tác xây dựng lực lượng của Học viện theo quy định.
15. Thực hiện các mặt công tác tài chính, hậu cần, y tế, trực ban, bảo vệ cơ quan và các mặt công tác khác của Học viện theo quy định của Nhà nước và của Bộ Công an.
16. Nghiên cứu, đề xuất kế hoạch và tổ chức thực hiện nhiệm vụ hợp tác quốc tế, hợp tác với các trường, các cơ quan, tổ chức ngoài ngành Công an về đào tạo, bồi dưỡng đội ngũ cán bộ, giảng viên và nghiên cứu khoa học theo quy định của Bộ Công an.
17. Thực hiện nhiệm vụ của đơn vị dự bị chiến đấu theo quy định của Bộ Công an.
18. Tham gia xây dựng đường lối của Đảng, chính sách, pháp luật của Nhà nước và các quy định của Bộ Công an về bảo vệ an ninh quốc gia, bảo đảm trật tự an toàn xã hội, đấu tranh phòng, chống tội phạm; tham mưu với Bộ trưởng những vấn đề về lý luận, khoa học, chủ trương, chiến lược, giải pháp bảo vệ an ninh quốc gia, bảo đảm trật tự, an toàn xã hội và đấu tranh phòng, chống tội phạm.
19. Thực hiện chế độ thông tin, báo cáo, chịu sự kiểm tra, thanh tra của cơ quan có thẩm quyền theo quy định.
20. Thực hiện các nhiệm vụ khác thuộc chức năng của Học viện Cảnh sát nhân dân do Bộ Công an giao phó.

## Lãnh đạo hiện nay
- Giám đốc: Trung tướng, GS.TS. Trần Minh Hưởng
- Phó Giám đốc: Thiếu tướng, GS.TS. Nguyễn Đắc Hoan
- Phó Giám đốc: Đại tá, PGS.TS. Trần Quang Huyên
- Phó Giám đốc: Đại tá, TS. Nguyễn Đăng Sáu
- Phó Giám đốc: Thiếu tướng, TS. Chử Văn Dũng
- Phó Giám đốc: Đại tá, PGS, TS. Hoàng Anh Tuấn

## Lãnh đạo Học viện qua các nhiệm kỳ
- Thượng tá Lê Quân (5/1968-1974)
- Đại tá Trần Đức Trường (1974-1984)
- Đại tá Phạm Minh (1984-1992)
- Thiếu tướng, NGND, GS.TS. Nguyễn Duy Hùng (1992-6/2005)
- Thiếu tướng, ThS. Nguyễn Trung Thành (6/2005-5/2009) - Nguyên Phó Tổng cục trưởng Tổng cục Xây dựng lực lượng
- Trung tướng, GS.TS Nguyễn Xuân Yêm (5/2009-6/2018)
- Trung tướng, GS.TS Trần Minh Hưởng (10/2018-11/2022)
- Trung tướng, PGS.TS Lê Quang Bốn (22/11/2022-17/01/2023)
- Trung tướng, GS.TS Trần Minh Hưởng (18/01/2023-nay)

## Các giáo sư và học viên nổi bật
- Trung tướng Cao Ngọc Oánh - Khóa D1
- Trung tướng Đỗ Kim Tuyến - Khóa D1
- Trung tướng Đồng Đại Lộc - Khóa D1
- Thượng tướng Phạm Quý Ngọ - Khóa D2
- Thiếu tướng Nguyễn Đức Chung - Khóa D11
- Đại tướng Trần Đại Quang - Khoá D1
- Thượng tướng Nguyễn Văn Thành - Khóa D1